# ビウレット反応

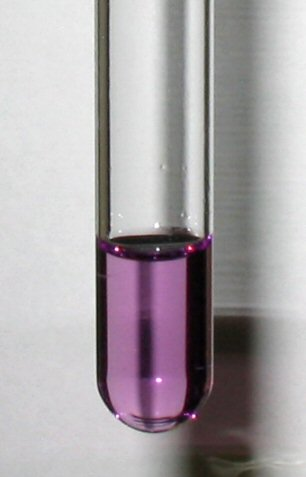
ビウレット反応の呈色の様子

ビウレット反応（Biuret test）は、タンパク質や、ポリペプチドを検出する方法の1つ。アミノ酸が3つ以上つながった（トリペプチド以上の）ペプチドは、ビウレットに似た構造を持ち、アルカリ性溶液中で銅（II）に配位し、赤紫色から青紫色に呈色する。この反応は1833年にドイツで発見されたが、1857年にそれとは別にポーランドの生理学者、G.ピオトロウスキーによって再発見された。タンパク質がペプチド結合を多く含むほど強く呈色し、さらに、タンパク質のグラムあたりに現れるペプチド結合の数はほぼ同じであるため、タンパク質のおおよその濃度を測定するのにもビウレット反応は有効である。この反応で使う液体をビウレット溶液(Biuret solution)という。ただし、ビウレット反応という名前だが、ビウレットは生成しない。
いくつかの派生形も考え出されており、BCA法やローリー法などがその一例となる。

## 準備
試料を水に溶かし、それと同じ体積の質量パーセント濃度1%の強塩基（たいていNaOHかKOH）の水溶液を用意する。強塩基の水溶液に数滴の硫酸銅(II)水溶液を加え、試料の水溶液と混ぜ合わせる。水溶液が紫色に変わったらタンパク質かポリペプチドが試料中に存在することになる。検出されるペプチドは少なくとも3つのアミノ酸分子が縮合したものになる。検出できるペプチドの濃度は5mg/mL - 160mg/mLである。